# Gulbukig tyrann
Gulbukig tyrann (Myiodynastes hemichrysus) är en fågel i familjen tyranner inom ordningen tättingar.

## Utseende och läte
Gulbukig tyrann är en stor medlem av familjen med gul undersida, mörkt ansikte och vita strimmor på huvudet. Den påminner som större kiskadi, men urskiljer sig genom vitt mustaschstreck snarare än vit strupe. Fåglar i Sydamerika och östra Panama har olivgröna streck på bröstet. Arten är ljudlig med högljudda, leksakslika läten.

## Utbredning och systematik
Gulbukig tyrann delas numera in i tre underarter med följande utbredning:
- Myiodynastes hemichrysus hemichrysus – förekommer i bergsskogar i Costa Rica och västra Panama (österut till Veraguas)
- Myiodynastes hemichrysus minor – förekommer i östra Panama (Cerro Tacarcuna och Cerro Pirre, i Darién) och i Anderna från Colombia söderut genom Ecuador till allra nordligaste Peru (på västsluttningen i Piura och östsluttningen norr och öster om Marañóndalen)
- Myiodynastes hemichrysus cinerascens – förekommer i Anderna i norra Colombia och kustbergen i norra Venezuela

Tidigare begränsades arten enbart till nominatformen, medan de två övriga underarterna istället förs till gulkronad tyrann.

## Levnadssätt
Gulbukig tyrann hittas i bergsbelägna molnskogar. Den ses sitta i skogens mellersta till övre skikt.

## Status och hot
Arten har ett stort utbredningsområde, men tros minska i antal, dock inte tillräckligt kraftigt för att den ska betraktas som hotad. Internationella naturvårdsunionen IUCN listar arten som livskraftig (LC).